# Myosotis sylvatica
Myosotis sylvatica Hoffm  este o specie de plante erbacee, perene, cu tulpină ramificată, pubescentă, din genul Myosotis, care înflorește primăvara — vara. 

## Caractere morfologice
- Tulpina este ramificată, pubescentă.

- Florile sunt (caliciu cu lobii drepți și îndoiți înăuntru, corolă cu foliolele plane) albastre cu ochi galbeni, într-o inflorescență alungită și laxă[1].

- Frunzele sunt oblonge, invers-ovate sau în formă de spată.[1].

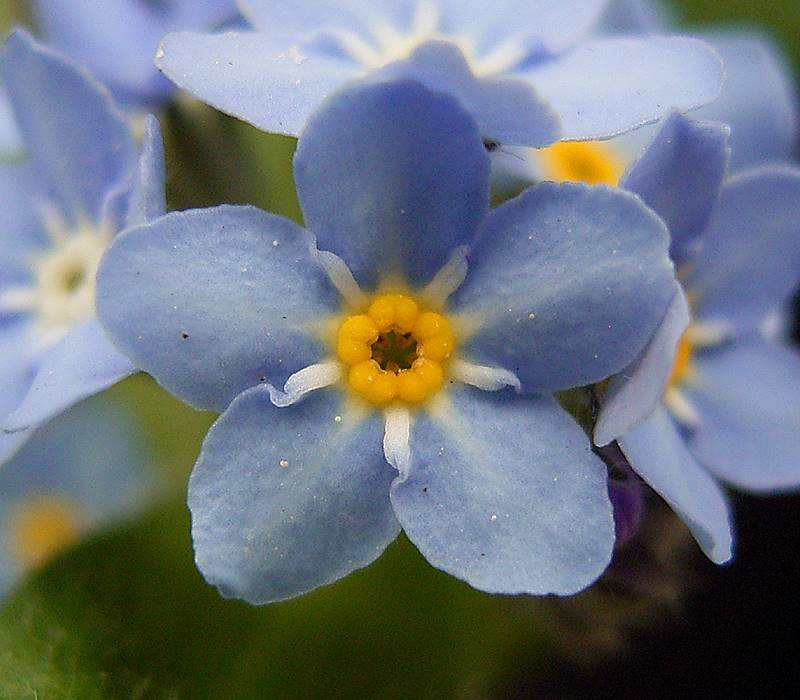
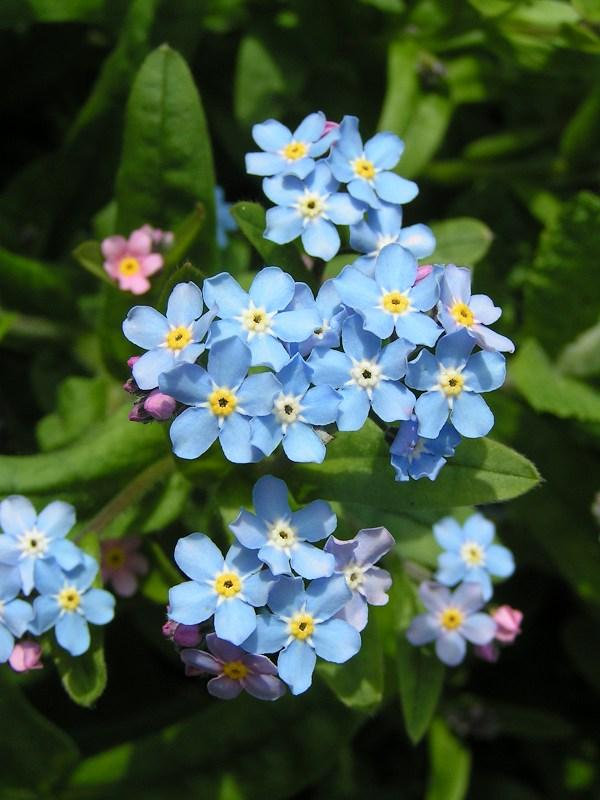
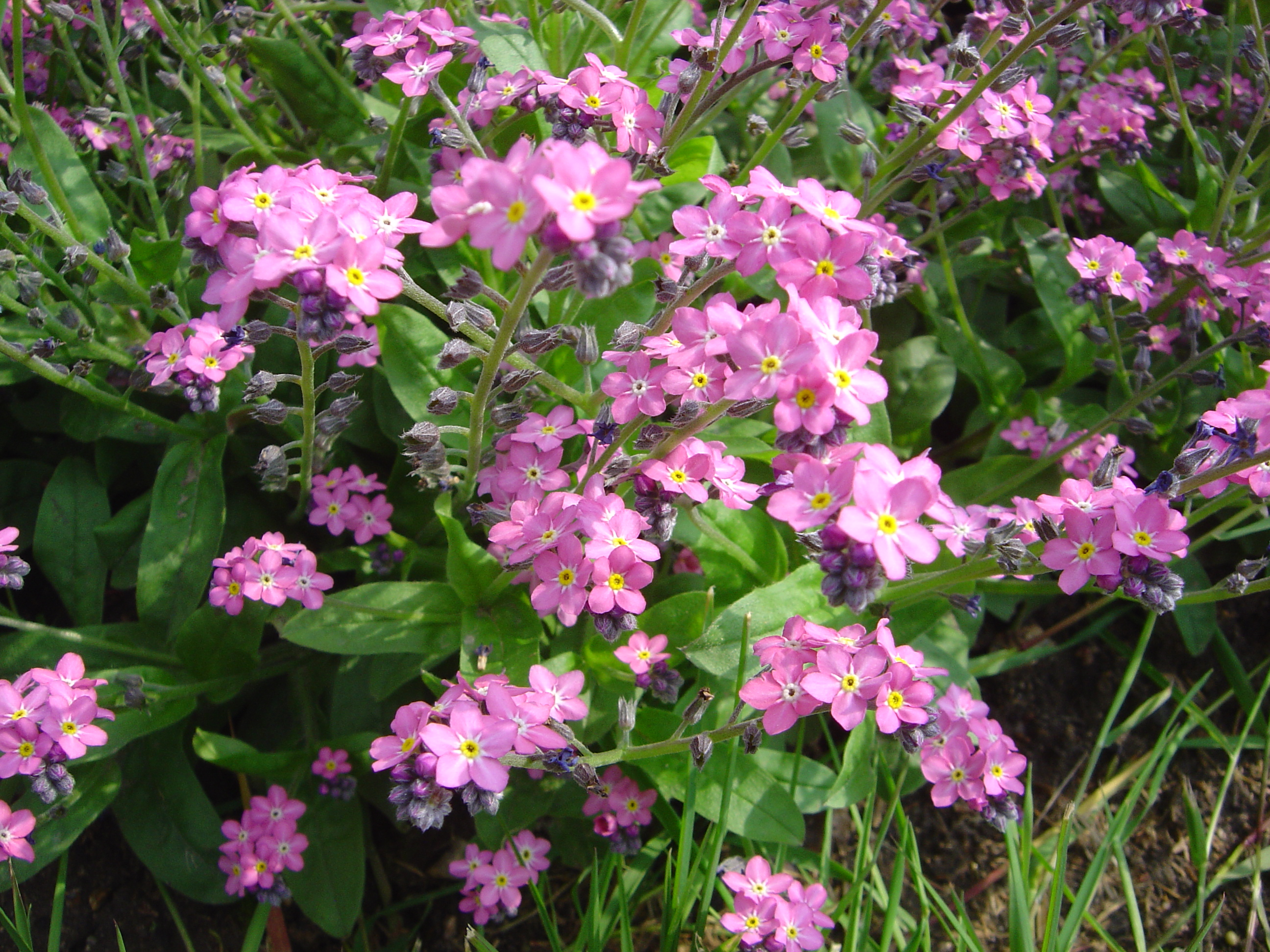

## Utilizare
Ca plante ornamentale, se folosesc în parcuri și grădini.